# Odprto prvenstvo ZDA 2019
Odprto prvenstvo ZDA 2019 je teniški turnir za Grand Slam, ki je med 26. avgustom in 8. septembrom 2019 potekal v New Yorku.

## Moški posamično
- Rafael Nadal :  Daniil Medvedjev, 7–5, 6–3, 5–7, 4–6, 6–4

## Ženske posamično
- Bianca Andreescu :  Serena Williams, 6–3, 7–5

## Moške dvojice
- Juan Sebastián Cabal /  Robert Farah :  Marcel Granollers /  Horacio Zeballos, 6–4, 7–5

## Ženske dvojice
- Elise Mertens /  Arina Sabalenka :  Viktorija Azarenka /  Ashleigh Barty, 7–5, 7–5

## Mešane dvojice
- Bethanie Mattek-Sands /  Jamie Murray :  Chan Hao-ching /  Michael Venus, 6–2, 6–3